# Othniel Charles Marsh
Othniel Charles Marsh (Lockport, 29 ottobre 1831 – New Haven, 18 marzo 1899) è stato un paleontologo statunitense.
Marsh è stato uno degli scienziati più autorevoli della materia. Ha scoperto o descritto decine di nuove specie e teorie sull'origine degli uccelli basandosi su un gran numero di fossili negli Stati Uniti occidentali.
Nato in una famiglia modesta, Marsh poté permettersi un'istruzione superiore grazie alla generosità del suo ricco zio George Peabody. Dopo essersi laureato a Yale nel 1860, viaggiò per il mondo studiando anatomia, mineralogia, geologia e paleontologia. Dagli anni '70 agli anni '90 del XIX secolo gareggiò con il paleontologo rivale Edward Drinker Cope in un periodo di frenetiche spedizioni negli Stati Uniti occidentali, chiamato guerra delle ossa.

## Biografia

### Infanzia e istruzione
Marsh nacque il 29 ottobre 1831 a Lockport, New York, in una famiglia povera. Suo padre, Caleb Marsh, era un contadino. Sua madre, Mary Peabody, era la sorella minore del ricco banchiere e filantropo George Peabody e morì di colera quando Marsh aveva meno di tre anni. Il sostegno finanziario di suo zio permise a Marsh di ottenere una istruzione scolastica. Si diplomò alla Phillips Academy nel 1856 e nel 1860 ottenne un bachelor of arts con lode a Yale.
Marsh ottenne una borsa di studio Berkeley da Yale e studiò geologia, mineralogia e chimica presso la Sheffield Scientific School di Yale dal 1860 al 1862 conseguendo un Master of Arts nel 1863. Studiò poi paleontologia e anatomia a Berlino, Heidelberg e Breslavia dal 1862 al 1865. Al suo ritorno negli Stati Uniti nel 1866 fu nominato professore di paleontologia dei vertebrati all'Università Yale, diventando il primo professore di paleontologia negli Stati Uniti.
Nello stesso anno il Peabody Museum of Natural History a Yale fu fondato grazie a una donazione di 150.000 dollari da parte di George Peabody su suggerimento di Marsh. Marsh è stato uno dei tre curatori originali del Peabody Museum.

### Carriera

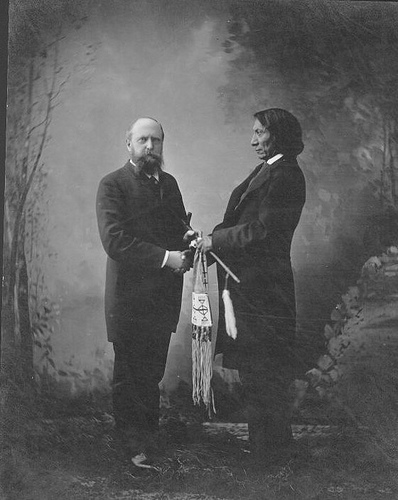
Othniel Charles Marsh e Nuvola Rossa fotografati a New Haven nel Connecticut circa nel 1880.

Dopo aver ricevuto un'eredità di 100.000 dollari dallo zio George Peabody Marsh e i suoi numerosi cacciatori di fossili riuscirono a scoprire circa 500 nuove specie di animali fossili, tutti nominati in seguito dallo stesso Marsh nei quasi 400 articoli scientifici da lui pubblicati durante la sua carriera. Nel maggio 1871 Marsh scoprì i primi fossili di Pterosauri rinvenuti in America. Trovò anche i primi fossili di cavalli primitivi, rettili volanti, dinosauri del Cretacico e Giurassico come i Triceratops, Stegosaurus, Apatosaurus e Allosaurus e descrisse gli uccelli dentati del Cretacico come i Ichthyornis dispar e Hesperornis.
Dal 1882 al 1892 Marsh fu paleontologo dei vertebrati del United States Geological Survey. Grazie a John Wesley Powell, capo dell'USGS, e ai contatti di Marsh a Washington, Marsh fu posto alla fine degli anni ottanta del XIX secolo a capo dell'indagine consolidata del governo.
Tra il 1883 e il 1895 Marsh fu Presidente dell'Accademia nazionale delle scienze.
Il 13 dicembre 1897 Marsh ricevette il Premio Cuvier di 1.500 franchi dall'Accademia francese delle scienze.

### Morte
Marsh morì il 18 marzo 1899, pochi anni dopo il suo grande rivale Cope. È sepolto al Grove Street Cemetery a New Haven nel Connecticut.

## Guerra delle ossa
Marsh è anche conosciuto per la cosiddetta guerra delle ossa contro Edward Drinker Cope. I due furono estremamente competitivi, scoprendo e documentando più di 120 nuove specie di dinosauri.
Nell'inverno del 1863 Marsh incontrò per la prima volta Cope a Berlino. Marsh, trentaduenne, frequentava l'università a Berlino. Aveva due lauree universitarie in confronto alla mancanza di istruzione scolastica di Cope dopo i sedici anni, ma Cope aveva scritto 37 articoli scientifici in confronto ai soli due lavori pubblicati da Marsh. Mentre più tardi sarebbero diventati rivali, incontrandosi i due uomini sembravano piacersi l'uno all'altro. Marsh condusse Cope in un tour della città e rimasero insieme per giorni. Dopo che Cope lasciò Berlino, i due mantennero una corrispondenza scambiandosi manoscritti, fossili e fotografie.
Cope chiamò il Colosteus marshii in onore di Marsh nel 1867 e Marsh restituì il favore chiamando il Mosasaurus copeanus in onore di Cope nel 1869.
Nel 1868 Marsh visitò Cope a Haddonfield nel New Jersey mentre recuperava fossili dalle cave dal 1866, compresi quelli di Laelaps aquilungis che egli descriveva come una nuova specie. Prima della sua partenza Marsh incaricò i proprietari di diverse cave di marna di inviare a lui, e non a Cope, tutti i fossili di nuova scoperta.
I due cominciarono a sviluppare una rivalità quando Marsh affermò che Cope aveva posto il cranio di Elasmosaurus all'estremità della coda. Cope ha tentato di riprendersi i documenti contenenti la sua ricostruzione difettosa ma Joseph Leidy ha esposto il suo insabbiamento ad una riunione dell'Accademia di Scienze Naturali. Questa rivalità è continuata per tutta la vita.
Marsh alla fine "vinse" le guerra delle ossa trovando 80 nuove specie di dinosauri, mentre Cope ne trovò 56. Cope non prese questo alla leggera e i due discussero tra loro su riviste scientifiche per molti anni.

## Eredità

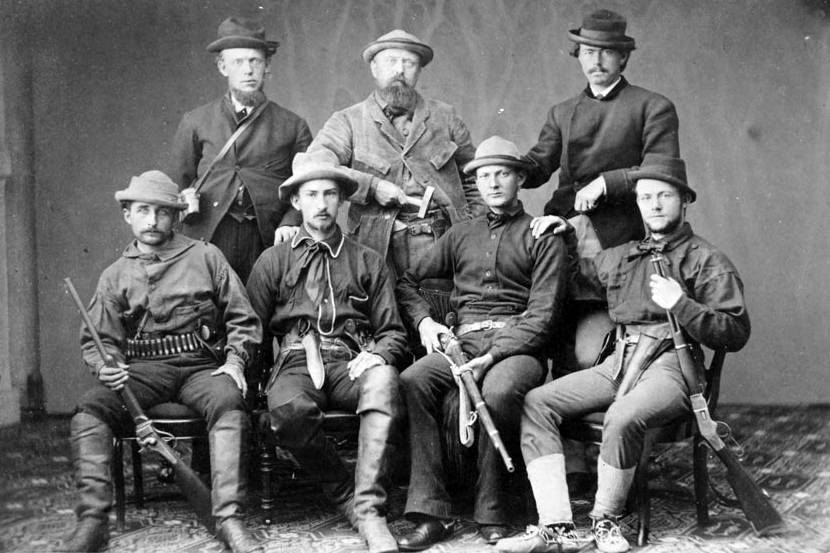
Othniel Marsh (al centro nella fila superiore) fotografato assieme ai suoi assistenti

Marsh ha dato il nome ai seguenti generi di dinosauri: Allosaurus (1877), Ammosaurus (1890), Anchisaurus (1885), Apatornis (1873) Apatosaurus (1877), Atlantosaurus (1877), Barosaurus (1890), Brontosaurus (1879), Camptosaurus (1885), Ceratops (1888), Ceratosaurus (1884), Claosaurus (1890), Coelurus (1879), Coniornis (1893), Creosaurus (1878), Diplodocus (1878), Diracodon (1881), Dryosaurus (1894), Dryptosaurus (1877), Hesperornis (1872), Ichthyornis (1873), Labrosaurus (1896), Laosaurus (1878), Lestornis (1876), Nanosaurus (1877), Nodosaurus (1889), Ornithomimus (1890), Pleurocoelus (1891), Priconodon (1888), Stegosaurus (1877), Torosaurus (1891) e Triceratops (1889)
Ha dato il nome ai sottordini dei Ceratopsia (1890), Ceratosauria (1884), Ornithopoda (1881), Stegosauria (1877) e Theropoda.
Ha dato anche il nome alle famiglie dei Allosauridae (1878), Anchisaurus (1885), Camptosaurus dispar (1885), Ceratopsidae (1890), Ceratosauridae, Coeluridae, Diplodocidae (1884), Dryptosaurus aquilunguis (1890), Nodosauridae (1890), Ornithomimidae (1890), Plateosauridae (1895) e Stegosauridae (1880).
Ha anche dato il nome a molte specie individuali di dinosauri.
I dinosauri chiamati da altri in onore di Marsh includono Hoplitosaurus marshi (Lucas, 1901), Iaceornis marshi (Clarke, 2004), Marshosaurus bicentesimus (Madsen, 1976), Othnielia rex (Galton, 1977) e Othnielosaurus (Galton, 2007).
I reperti di Marsh hanno costituito il nucleo originale della collezione del Peabody Museum of Natural History di Yale. La Sala Grande del museo è occupata dal primo scheletro fossile di brontosauro da lui scoperto, che per un certo periodo è stato riclassificato come apatosauro. Tuttavia, un ampio studio pubblicato nel 2015 ha concluso che Brontosaurus era un genere valido di sauropodi distinto da Apatosaurus.
Ha donato la sua casa a New Haven nel Connecticut alla Yale University nel 1899. La Othniel C. Marsh House, ora conosciuta come Marsh Hall, è considerata un National Historic Landmark. Il giardino è ora conosciuto come il Marsh Botanical Garden.
Marsh è stato eletto membro dell'American Antiquarian Society nel 1877.
Marsh ha formulato la Legge di crescita del cervello, la quale afferma che durante il periodo terziario molti gruppi tassonomici presentavano un graduale aumento delle dimensioni del cervello. Questa legge evolutiva continua ad essere utilizzata per il suo potenziale esplicativo e, in una certa misura, predittivo.

## Riconoscimenti
- Medaglia Bigsby (1877)